# Africonidia carreti
Africonidia carreti är en insektsart som beskrevs av Alfred Serge Balachowsky 1954. Africonidia carreti ingår i släktet Africonidia och familjen pansarsköldlöss. Inga underarter finns listade i Catalogue of Life.